# III З'їзд Народного Руху України
ІІІ З'їзд Народного Руху України — відбувся 28 лютого — 1 березня 1992 р.
Завдяки компромісу між прихильниками В'ячеслава Чорновола, з одного боку та Івана Драча і Михайла Гориня, з іншого вдалося тимчасово уникнути розколу в Народному Русі.
Були обрані співголови — Іван Драч (згодом фактично вийшов із Руху), Михайло Горинь (у червні 1992 році склав повноваження співголови у зв'язку з обранням його головою УРП), В'ячеслав Чорновіл.
Заступники співголів — Михайло Бойчишин, Олександр Бураковський, Віктор Бурлаков (1 серпня 1992 року склав повноваження та залишив НРУ), Олександр Лавринович.
Центральний провід: Генріх Алтунян, Віктор Бедь, Лев Бірюк, Іван Бойчук, Олена Бондаренко, Віталій Дончик, Іван Заєць, Юрій Ключковський, Юрій Костенко, Сергій Одарич, Микола Поровський, Лесь Танюк, Віктор Цимбалюк, Василь Червоній, Володимир Черняк, Богдан Чорномаз, Іван Шовковий.
Формально було проголошено про розпад коаліції навколо Руху. УРП і ДемПУ разом з декількома незначними за кількістю людей організаціями проголосили себе послідовними прихильниками президента України Леоніда Кравчука.
Народний Рух заявив про свою опозицію режиму. Був перереєстрований у січні 1992 року Мінюстом України в зв'язку з принциповими змінами Програми та Статуту.